# Geografie Kanady

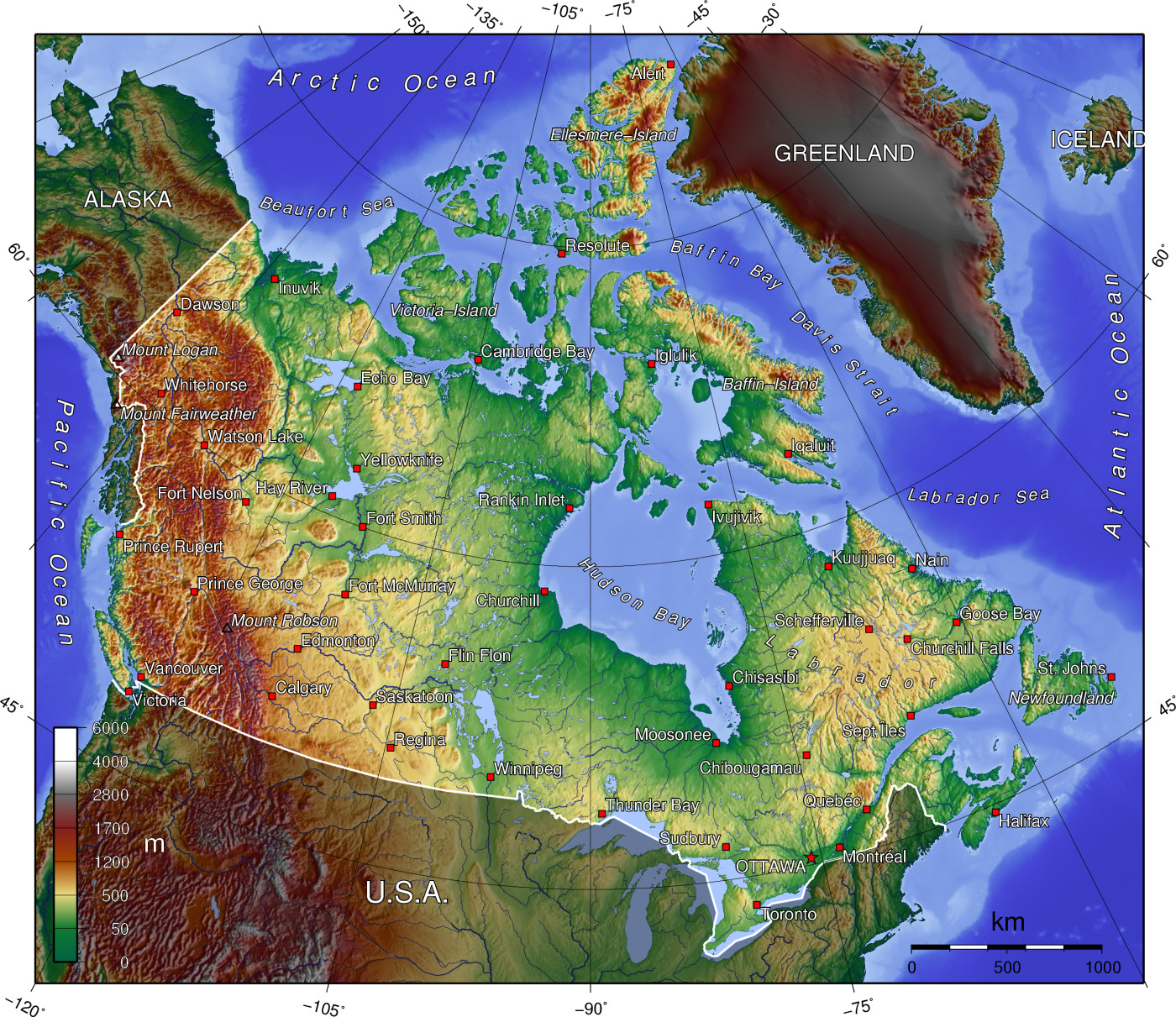
Topografická mapa Kanady

Kanada se rozkládá v severní části Severní Ameriky a sdílí pevninskou hranici se sousedícími státy Spojených států amerických na jihu a s americkým státem Aljaška na severozápadě. Území Kanady se táhne od Atlantského oceánu na východě až po Tichý oceán na západě; na severu je Kanada ohraničena Severním ledovým oceánem. Severovýchodně od Kanady leží Grónsko se společnou hranicí na Hansově ostrově. Na jihovýchodě má Kanada společnou námořní hranici s francouzským zámořským společenstvím Saint Pierre a Miquelon (pozůstatek Nové Francie). Podle celkové rozlohy (včetně vodních ploch) je Kanada druhou největší zemí na světě, hned po Rusku. Bez započtení vodních ploch se jedná o čtvrtou největší zemi na světě (nachází se zde nejvíce sladkovodních jezer na světě). Kanada se skládá z 10 provincií a 3 spolkových teritorií, přičemž provincie Alberta a Saskatchewan nemají přístup k oceánu.
V Kanadě se nachází nejsevernější obývané místo na Zemi – Alert. Leží na severním cípu Ellesmerova ostrova, 817 km od severního pólu. Velkou část Severní Kanady pokrývá led a permafrost. Kanada má nejdelší pobřeží na světě s celkovou délkou 243 042 km a nejdelší pozemní hranici na světě o délce 8 891 km, kterou sdílí se Spojenými státy. Tři z kanadských arktických ostrovů – Baffinův, Viktoriin a Ellesmerův – patří mezi deset největších na světě.
Kanadu lze rozdělit do sedmi fyzickogeografických regionů: Kanadský štít, Vnitřní roviny, nížiny Velkých jezer a řeky svatého Vavřince, Appalačské pohoří, Západní Kordillera, Arktická nížina a Arktické souostroví. Kanada se také dělí na patnáct suchozemských a pět mořských ekozón. Od konce posledního glaciálu se v Kanadě rozlišuje osm lesních regionů. Nejrozšířenějšími lesy jsou severské jehličnaté lesy (tajga), které se nachází především na Kanadském štítu. Lesy pokrývají 42 % kanadského území, přičemž nejrozšířenějšími stromy jsou smrky, topoly a borovice. V Kanadě se nachází více než 2 000 000 jezer, z nichž 563 má rozlohu větší něž 100 km2 (jedná se o většinu světových zásob sladké vody). V kanadských Skalnatých horách, Pobřežních horách a Arktických Kordillerách se nachází sladkovodní ledovce. Dálkový průzkum Země ukázal, že se v Kanadě nachází 6 477 km2 wattových pobřeží. K ochraně ekosystémů byla zřízena chráněná území a oblasti pro divokou zvěř.
Kanada je geologicky aktivní, vyskytují se zde zemětřesení a potencionálně aktivní sopky, jako například Mount Garibaldi a Mount Cayley.